# Esashi (Hiyama)
Esashi  (江差町 Esashi-chō?) es una pueblo del distrito Hiyama, capital de la prefectura homónima en Hokkaidō, Japón. Su área es de 109.57 km² y su población total es de 9570 (2008) .
Ea una de las ciudades más antiguas de Hokkaido, el nombre Esashi proviene de la palabra Ainu kombu, un tipo de alga comestible muy conocida en Japón. El pueblo es el lugar de origen de una tradición musical popular llamada Esashi Oiwake.

## Historia
En el periodo Edo, Esashi creció como un pueblo de pescadores de arenques. La prosperidad de la ciudad acuñó un dicho: "Incluso Edo no es tan ocupado como Esashi en mayo" y los visitantes de la ciudad describían la cantidad de arenques tan grande que se convirtió el color del mar blanco.
Las pesquerías fracasaron en torno al cambio de fines del siglo XIX y la ciudad trató de sustituir su principal industria con el turismo.
En 1900 el pueblo de Esashi se convirtió a villa y en 1955 el pueblo de Esashi la y villa Tomari se fusionaron para formar la nueva ciudad de Esashi.

## Geografía
Esashi es un pueblo y puerto situado en la costa occidental de Hokkaidō en el río Assabugawa, frente al mar de Japón. Su parte oriental es montañosa. La ciudad está rodeada por los municipios de Kaminokuni, Assabu y Otobe. Tiene una conexión de ferry a la isla de Okushiri. 
La isla Kamome del pueblo forma parte del Parque Prefectural Natural de Hiyama.

## Clima
Esashi tiene un clima subtropical húmedo con mucho menos nieve en invierno que en otros lugares de Hokkaidō debido a la influencia del calentamiento de la corriente oceánica tsushima-kairyo.
| Parámetros climáticos promedio de Esashi | Parámetros climáticos promedio de Esashi | Parámetros climáticos promedio de Esashi | Parámetros climáticos promedio de Esashi | Parámetros climáticos promedio de Esashi | Parámetros climáticos promedio de Esashi | Parámetros climáticos promedio de Esashi | Parámetros climáticos promedio de Esashi | Parámetros climáticos promedio de Esashi | Parámetros climáticos promedio de Esashi | Parámetros climáticos promedio de Esashi | Parámetros climáticos promedio de Esashi | Parámetros climáticos promedio de Esashi | Parámetros climáticos promedio de Esashi |
| Mes                                      | Ene.                                     | Feb.                                     | Mar.                                     | Abr.                                     | May.                                     | Jun.                                     | Jul.                                     | Ago.                                     | Sep.                                     | Oct.                                     | Nov.                                     | Dic.                                     | Anual                                    |
| ---------------------------------------- | ---------------------------------------- | ---------------------------------------- | ---------------------------------------- | ---------------------------------------- | ---------------------------------------- | ---------------------------------------- | ---------------------------------------- | ---------------------------------------- | ---------------------------------------- | ---------------------------------------- | ---------------------------------------- | ---------------------------------------- | ---------------------------------------- |
| Temp. máx. media (°C)                    | 1.0                                      | 1.2                                      | 4.7                                      | 10.5                                     | 14.9                                     | 18.9                                     | 22.9                                     | 25.9                                     | 22.1                                     | 16.2                                     | 9.7                                      | 4.0                                      | 12.7                                     |
| Temp. media (°C)                         | -1.4                                     | -1.3                                     | 1.9                                      | 7.1                                      | 11.4                                     | 15.5                                     | 19.8                                     | 22.3                                     | 18.6                                     | 12.8                                     | 6.7                                      | 1.4                                      | 9.6                                      |
| Temp. mín. media (°C)                    | -3.9                                     | -3.9                                     | -0.9                                     | 3.7                                      | 8.2                                      | 12.5                                     | 17.1                                     | 19.5                                     | 15.2                                     | 9.2                                      | 3.6                                      | -1.2                                     | 6.6                                      |
| Precipitación total (mm)                 | 98.4                                     | 68.7                                     | 65.3                                     | 83.3                                     | 81.2                                     | 79.5                                     | 130.9                                    | 141.7                                    | 149.4                                    | 103.5                                    | 107.8                                    | 99.2                                     | 1208.9                                   |
| Nevadas (cm)                             | 57                                       | 40                                       | 19                                       | 1                                        | 0                                        | 0                                        | 0                                        | 0                                        | 0                                        | 0                                        | 6                                        | 30                                       | 153                                      |
| Horas de sol                             | 37.2                                     | 60.2                                     | 130.9                                    | 173.0                                    | 181.1                                    | 163.1                                    | 149.3                                    | 165.4                                    | 166.8                                    | 147.8                                    | 69.1                                     | 34.4                                     | 1478.3                                   |
| Humedad relativa (%)                     | 71                                       | 69                                       | 68                                       | 72                                       | 78                                       | 82                                       | 84                                       | 81                                       | 74                                       | 69                                       | 68                                       | 70                                       | 73.8                                     |
| Fuente: NOAA (1961-1990)                 |                                          |                                          |                                          |                                          |                                          |                                          |                                          |                                          |                                          |                                          |                                          |                                          |                                          |